# ویتوریو گرگوتی
ویتوریو گرگوتی (انگلیسی: Vittorio Gregotti; زاده ۱۰ اوت ۱۹۲۷ – درگذشته ۱۵ مارس ۲۰۲۰) معمار اهل ایتالیا بود که در شهر نووارا به دنیا آمد. در رشته معماری از دانشگاه پلی‌تکنیک میلان فارغ‌التحصیل شد. از آثار قابل توجه او می‌توان به ورزشگاه المپیک کمپانی لوییس اسپانیا، مرکز فرهنگی بلم در لیسبون پرتغال و تئاتر اپرای آرچیمبولدو در میلان ایتالیا اشاره کرد. گرگوتی در ۱۵ مارس ۲۰۲۰ در سن ۹۲ سالگی در اثر بیماری کروناویروس ۲۰۱۹ در میلان درگذشت.